# Euherdmania solida
Euherdmania solida är en sjöpungsart som beskrevs av C.S. Millar 1953. Euherdmania solida ingår i släktet Euherdmania och familjen Euherdmanniidae. Inga underarter finns listade i Catalogue of Life.